# Sonata arpeggione
La Sonata en la menor para arpeggione y piano, D. 821 fue compuesta por Franz Schubert en noviembre de 1824 en Viena. Esta sonata es la única composición de importancia para el arpeggione, y prácticamente el único motivo por el que se recuerda dicho instrumento. Pertenece al mismo período en la producción de Schubert que el Cuarteto de cuerda n.º 14 (más conocido como La muerte y la doncella), una época en la que el compositor sufría por el avanzado estado de su enfermedad (sífilis) y alternaba con frecuentes períodos de depresión.

## Historia
El arpeggione era un instrumento de cuerda frotada, también conocido como “guitarra-violonchelo” o “guitarra de amor”, que fue inventado en Viena en 1823 por Johann Georg Stauffer (1778-1853). Tenía seis cuerdas que se afinaban como una guitarra (mi-la-re-sol-si-mi), contaba con trastes en el diapasón, se sostenía entre las piernas como una viola de gamba y se tocaba con arco. El nombre de "arpeggione" venía dado por el supuesto de que sería más fácil realizar arpegios en este instrumento, por su afinación como una guitarra. El principal intérprete fue Vincenz Schuster, quien incluso publicó un método en 1825 para promocionar el arpeggione y extender su técnica. Schuster participaba habitualmente en las veladas musicales en casa de Sonnleithner como guitarrista, y probablemente fue aquí donde le encargó a Schubert una pieza para el nuevo instrumento
Es evidente que la sonata fue escrita rápidamente por el poco cuidado que muestra el manuscrito Archivado el 1 de marzo de 2018 en Wayback Machine.. No queda constancia de ningún documento que hable del estreno, pero seguramente fue interpretada antes de que acabara el año 1824 en casa de Schuster, con Schubert al piano. La pieza no fue publicada en vida del compositor; la primera edición apareció en Viena en 1871 por J. P. Gotthard acompañada de una breve descripción del arpeggione, que ya había desaparecido de la escena musical, y arreglos de su parte para violín y violonchelo.
Hoy en día esta sonata suele interpretarse en las transcripciones para violonchelo, viola, o contrabajo, aunque también existen arreglos para flauta, bombardino y clarinete, o versiones para guitarra de la parte del piano. Los editores y arreglistas han tenido que lidiar con las dificultades que supone adaptar el registro y las articulaciones de un instrumento de seis cuerdas a los que solo cuentan con cuatro.
No obstante, existen algunas grabaciones con arpeggione que han sido realizadas por los siguientes intérpretes:
- Klaus Storck y Alfons Kontarsky (1974, LP No 2533 174 en el sello Archiv Produktion). Klaus Storck toca un arpeggione atribuido a Anton Mitteis, un estudiante del inventor del instrumento, Johann Georg Stauffer; Alfons Kontarsky tocaba un fortepiano construido por Brodmann en Viena hacia 1810.
- Alfred Lessing y Jozef De Beenhouwer (2000–2001, Ars Produktion FCD 368 392). Tocan con el pianoforte de la Casa Beethoven de Bonn, construido en 1824 por Conrad Graf, y con una copia hecha por Henning Aschauer de un instrumento de principios del siglo XIX construido por Stauffer o Mitteis y que se halla actualmente en la Colección de Instrumentos Musicales de la Fundación del Patrimonio Cultural Prusiano.
- Gerhart Darmstadt y Egino Klepper (2005, Cavalli Records CCD 242).
- Nicolas Deletaille y Paul Badura-Skoda (2006–2007, Fuga Libera FUG529). Esta grabación se realizó en Florencia (Accademia Bartolomeo Cristofori) con un arpeggione construido por Benjamen La Brigue (2001) y un fortepiano de Conrad Graf (hacia 1820).
- Nicolas Deletaille y Alain Roudier.

## Análisis y estructura
La petición de escribir esta obra no supuso un gran aliciente para Schubert, por lo que parece que no se implicó mucho en su realización ni se interesó excesivamente por las características particulares del instrumento.  Carece de la dimensión de los cuartetos de cuerda anteriores y tan solo consta de tres movimientos, relativamente reducidos (la duración total está alrededor de 20 minutos).
1. Allegro moderato (la menor)
2. Adagio (Mi Mayor)
3. Allegretto (La Mayor)

La sonata tiene un gran interés musical y se nota que está escrita por un profesional entendido, sin embargo a veces se echa en falta un desarrollo más profundo de los temas e ideas. El primer movimiento comienza con la exposición del tema por el piano, retomado luego por el arpeggione para dar paso al segundo tema contrastante, vivo y con aires de danza. El arpeggione lleva el peso de la interpretación y dirige hacia el desarrollo, para luego volver a la reexposición, donde repite los temas y concluye en la misma línea que había empezado el movimiento. Aparecen algunos acordes rasgados que son la muestra más evidente del lenguaje propio del instrumento, y deben adaptarse adecuadamente en los arreglos.
El segundo movimiento recoge un tema que recuerda a los lieder, acompañado sutilmente por el piano, pero resulta algo sencillo en comparación con el primer movimiento, y su brevedad excesiva hace que estructuralmente parezca más una introducción hacia el allegretto final al que conduce mediante la cadencia que un desarrollo del material expresivo y los recursos del instrumento.
 

El último movimiento es un rondó en 2/4, que exige de nuevo gran virtuosismo y agilidad a la parte del arpeggione. El final introduce también acordes y arpegios para concluir la obra. 